# Зубчатый крабоид-подкаменщик
Зубчатый крабоид-подкаменщик (лат. Hapalogaster dentata) — вид ракообразных из семейства Hapalogastridae инфраотряда неполнохвостых (Anomura). Обладает внешним сходством с крабами (Brachyura), но легко отличим по редуцированной пятой паре ходильных ног. Длина карапакса до 1,5, ширина до 1,6 см. Обитает в северо-восточной части Тихого океана у побережья Японии и Дальнего Востока России на глубине до 180. Донное животное. Безвреден для человека, не имеет промыслового значения. Охранный статус не определён.